# الجيش الحادي عشر (فيرماخت)
الجيش الحادي عشر (بالألمانية: Armeeoberkommando 11) جيش ميداني ألماني شارك في الحرب العالمية الثانية.

## الحرب العالمية الثانية
تشكّل الجيش الحادي عشر للمرة الأولى في 5 أكتوبر 1940 تحت اسم قيادة لايبزيغ (بالألمانية: Kommandostab Leipzig) بعدها تحوّل إلى قيادة ميونخ (بالألمانية: Kommandostab München) في 23 أبريل 1943، وخلال الفترة ما بين 24 مايو وحتى 22 يونيو 1941 عُرف الجيش الحادي عشر باسم القيادة العليا للقوات الألمانية في رومانيا (بالألمانية: Oberkommando der Truppen des deutschen Heeres in Rumänien)، وبعد مشاركته في تحرير بيسارابيا من أيدي القوات السوفيتية قام الجيش الحادي عشر بغزو القرم ثم حصار سيفاستوبول بعدها تم دمجه ضمن مجموعة جيوش الدون (بالألمانية: Heeresgruppe Don) في 21 نوفمبر 1942.
تشكّل الجيش الحادي عشر للمرة الثانية في 26 يناير 1945 تحت اسم قيادة الراين العلوي العليا (بالألمانية: Oberkommando Oberrhein) كما أُشير إليه باسم مجموعة جيوش شتاينر (بالألمانية: Armeegruppe Steiner)، بعدها قام الجيش الحادي عشر بتنفيذ عملية الهجوم المضاد الفاشلة من قطاع ستارغارد لصد الزحف السوفيتي صوب العاصمة برلين في فبراير من عام 1945 والتي عُرفت باسم عملية انقلاب الشمس (بالألمانية: Unternehmen Sonnenwende)، ومع نهاية الشهر نفسه وُضع الجيش الحادي عشر تحت إمرة مجموعة جيوش فيستولا (بالألمانية: Heeresgruppe Weichsel) قبل إعادة تكوينه للمرة الأخيرة في 2 أبريل 1945 لشن هجوم من كاسل لفتح معبر لمجموعة الجيوش ب التي تعرضت للتطويق في جيب الرور، وبعد شنه لمجموعة من الهجمات المضادة ضد الجيش الثالث الأمريكي انسحب الجيش الحادي عشر إلى منطقة جبال هارتز والتي بقى فيها حتى استسلام قائده فالثر لوخت في 23 أبريل 1945.

## القادة
- جنرال أوبيرست (بالألمانية: Generaloberst) إيغوين ريتر فون شوبيرت من 5 أكتوبر 1940 حتى 12 سبتمبر 1941
- جنرال أوبيرست (بالألمانية: Generaloberst) إريش فون مانشتاين من 12 سبتمبر 1941 حتى 21 نوفمبر 1942
- جنرال المشاة (بالألمانية: General der Infanterie) أنطون غراسر من أكتوبر 1944 حتى يناير 1945
- أوبر غروبن فوهرر إس إٍس (بالألمانية: SS-Obergruppenführer) فيليكس شتاينر من يناير حتى 5 مارس 1945
- جنرال المشاة (بالألمانية: General der Infanterie) أوتو هيتزفيلد من 2 أبريل حتى 8 أبريل 1945
- جنرال المدفعية (بالألمانية: General der Artillerie) فالثر لوخت من 8 أبريل حتى 23 أبريل 1945